# نيكولاس يندلي لوبيز
نيكولاس يندلي لوبيز (بالإسبانية: Nicolás Lindley López)‏ (و. 1908 – 1995 م) هو سياسي، ودبلوماسي، وضابط من بيرو ولد في ليما.
تولى منصب رئيس بيرو (1963-03-03–1963-07-28) .